# Christlieb Gotthold Hottinger
Christlieb Gotthold Hottinger (* 24. Februar 1848; † 1914) war ein deutscher Bibliothekar, Herausgeber und Autor.

## Leben
Hottinger studierte Theologie und war 1869 Pfarrvikar. 1871 wurde er „Hilfsarbeiter“ an der Kaiserlichen Bibliothek in Strassburg, der heutigen Bibliothèque nationale et universitaire de Strasbourg. 1875 stieg er zum Kustos und 1880 zum Bibliothekar auf. Er verwaltete die Abteilung für Theologie, Philosophie und Pädagogik.
In der zweiten Hälfte der 1890er-Jahre übersiedelte er nach Berlin. In Südende gründete er 1900 eine Frauenhochschule: zunächst für Bibliotheks-, Museums-, Zeitungswesen, die erste Ausbildungsstätte für Bibliothekarinnen überhaupt. Hottinger verfasste zahlreiche Schriften und war ab 1878 Herausgeber der illustrierten Wochenzeitschrift Volksblatt.

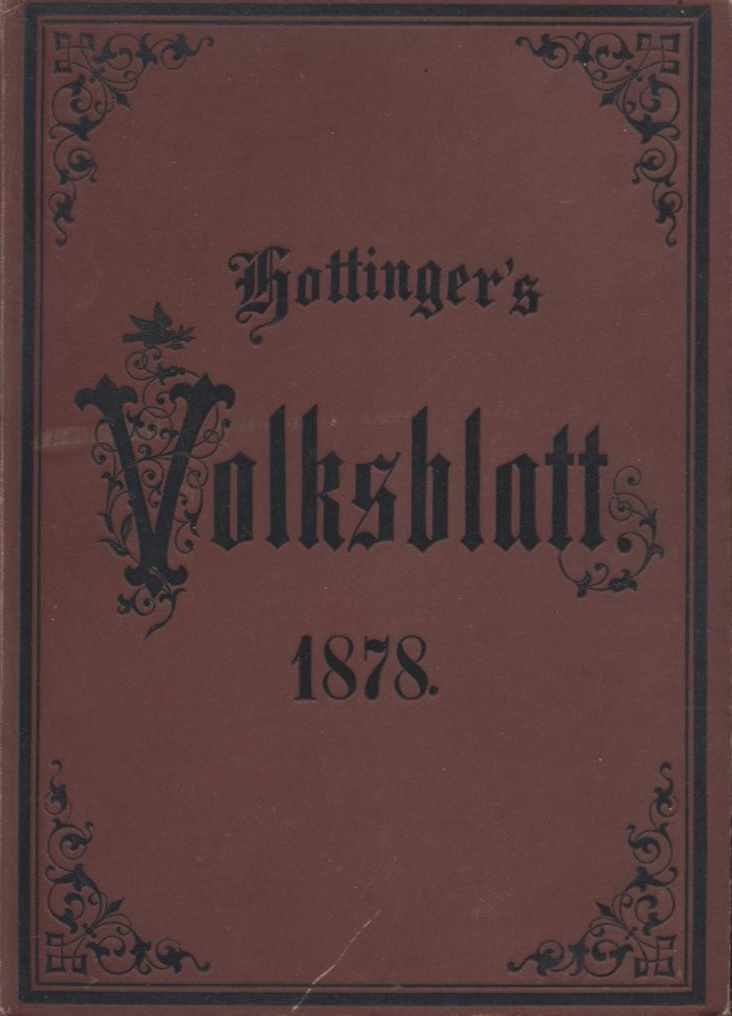
Hottinger’s Volksblatt, 1. Jahrgang 1878

## Werke
- Die Kaiserliche Universitäts- und Landesbibliothek in Strassburg. 1875
- Jesus Christus und seine Kirche: Bilder. 1877
- Die Welt in Bildern: orbis pictus. 1881
- Elsass-Lothringen. 1883 archive.org
- Dr. Martin Luther: 10. November 1483 - 10. November 1883. 1883
- Strassburg in Wort und Bild. 1883
- August Stoeber. 1884
- Die Einweihung des neuen Gebaeudes der Kaiserlichen Universitaets- und Landesbibliothek in Strassburg i. E., am 29. November 1895.
- Bildnisse und Selbstschriften. 1898
- Eine Frauenhochschule: zunächst für Bibliotheks-, Museums-, Zeitungswesen. 1899
- Die königliche Bibliothek zu Berlin: Vorschläge. 1899
- Bio-Icono-Bibliographia universalis, 1901
- Eine Insel des Friedens. 1908
- Johann Hinrich Wichern. 1908
- Tituli librorum e bibliotheca sua electorum, quos photo-chemigraphice productos in usum rei bibliothecalis studiosorum: quos photo-chemigraphice reproductos in usum rei bibliothecalis studiosorum. 1908
- Ein Bücher-Zettel-Katalog und ein Bio-Ikono-Bibliographisches Sammelwerk. 1911
- Eine Frauenhochschule in Hamburg: ein Vorschlag.
- Dr. Eduard von Moeller, Oberpraesident von Elsass-Lothringen.
- Eduard Reuss.
- Bibliotheca universalis, 1913